# Liste von Persönlichkeiten der Stadt Ufa
Die Liste von Persönlichkeiten der Stadt Ufa enthält die in der russischen Stadt Ufa geborene und verstorbene Persönlichkeiten sowie solche, die in Ufa gewirkt haben, dabei jedoch andernorts geboren wurden. Die Liste erhebt keinen Anspruch auf Vollständigkeit.

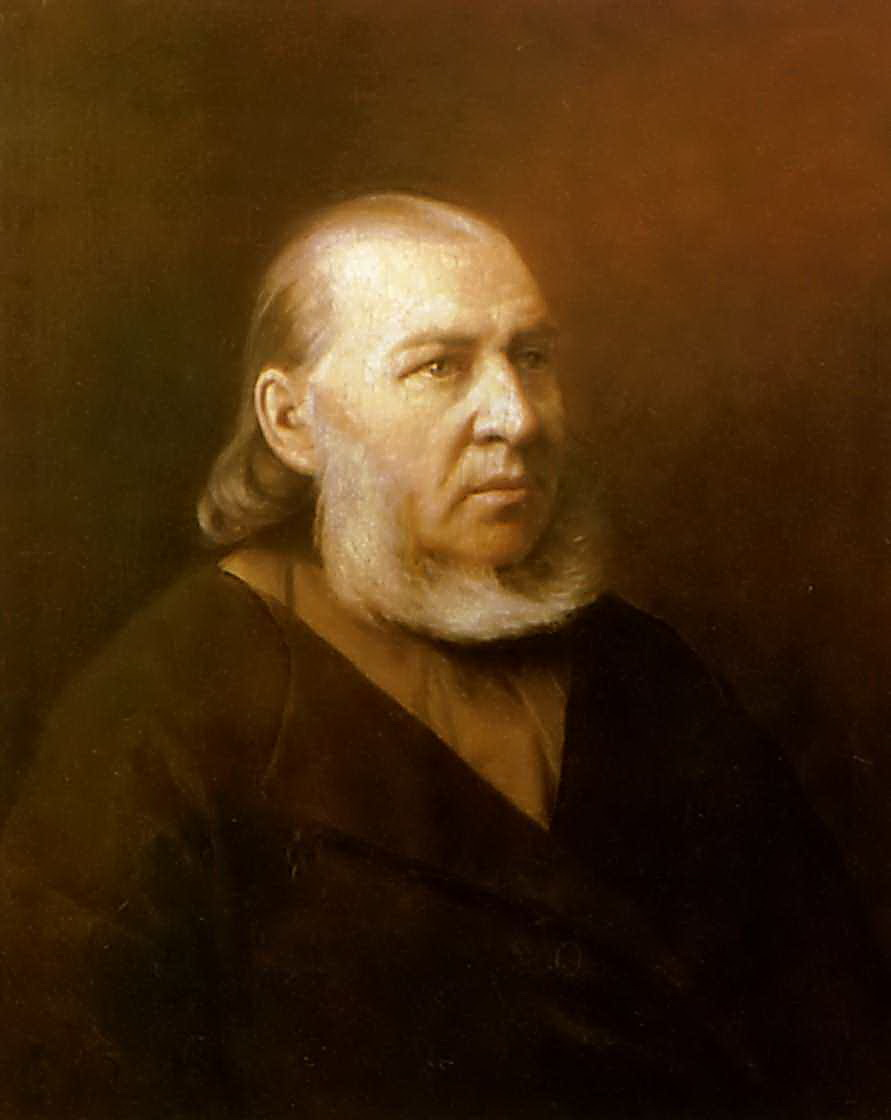
Sergei Aksakow
(1791–1859)

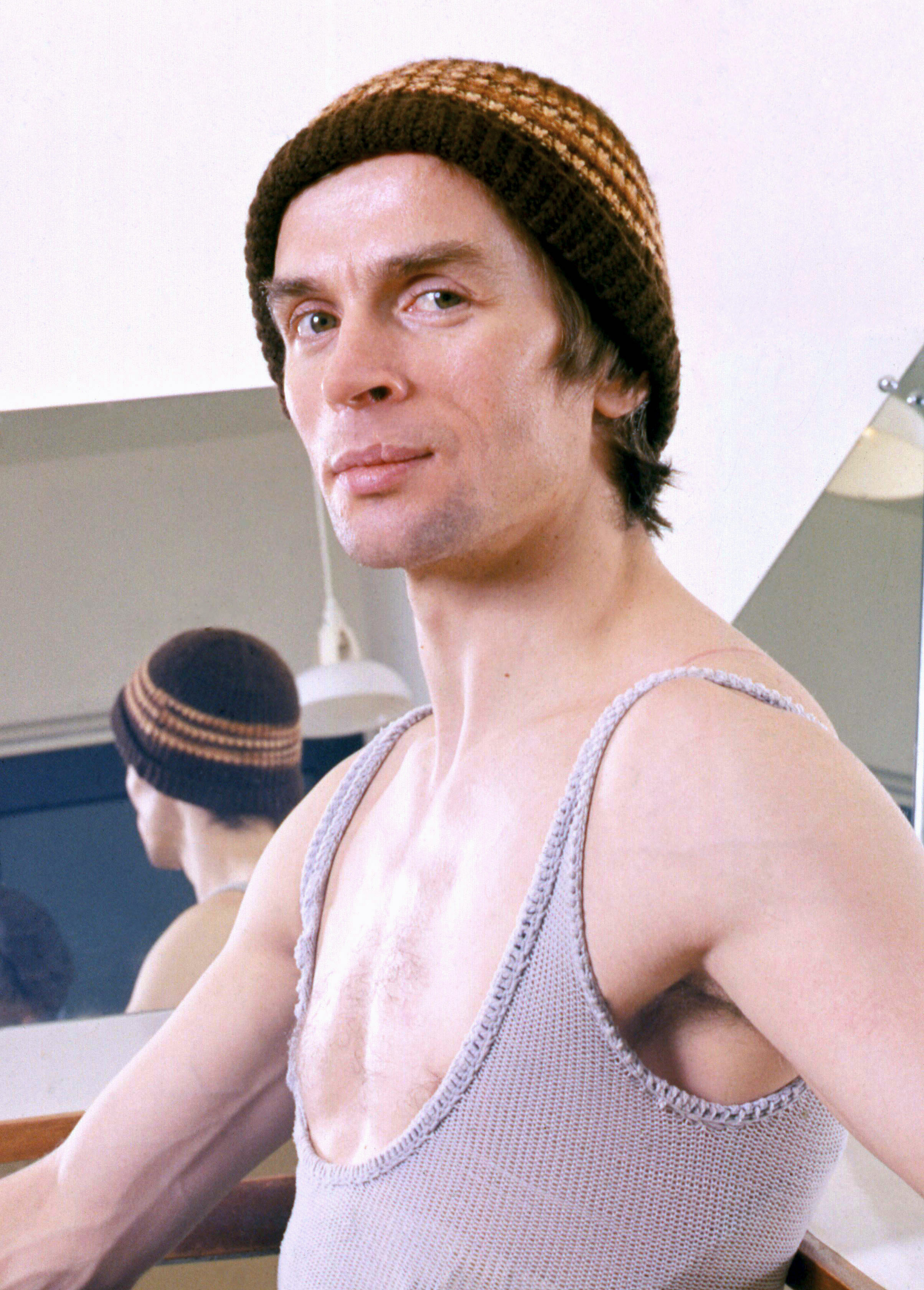
Rudolf Nurejew
(1938–1993)

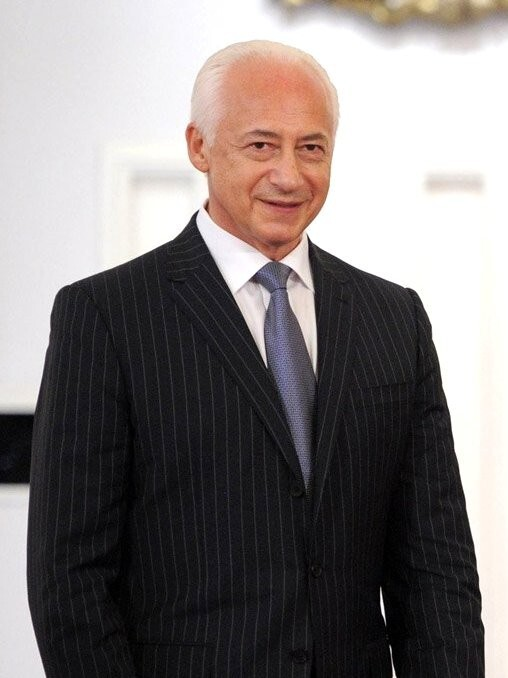
Wladimir Spiwakow
(* 1944)

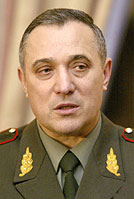
Anatoli Kwaschnin
(* 1946)

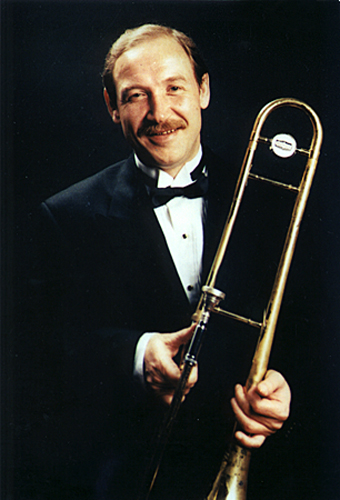
Wjatscheslaw Nasarow
(1952–1996)

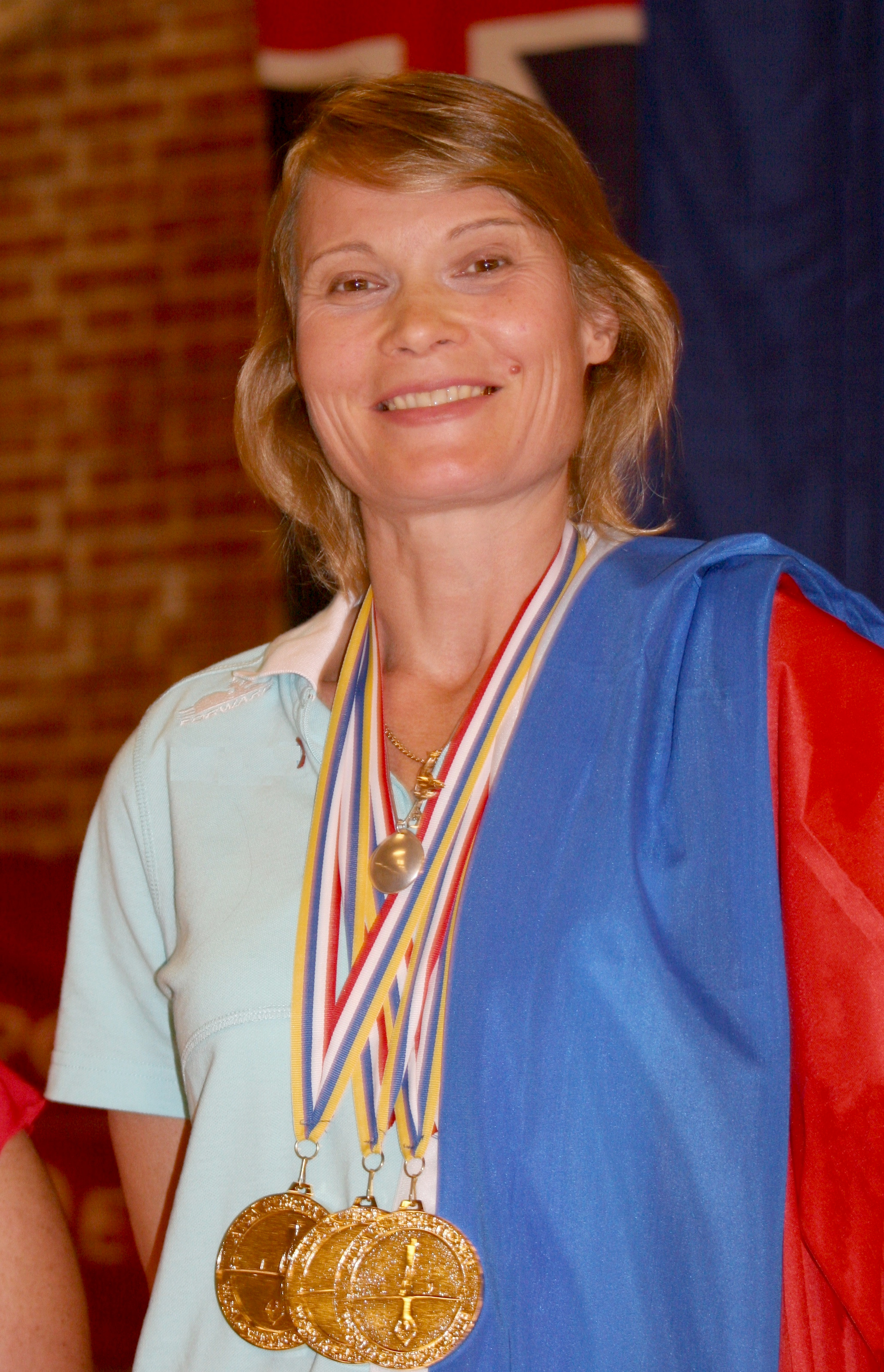
Natalja Moltschanowa
(1962–2015)

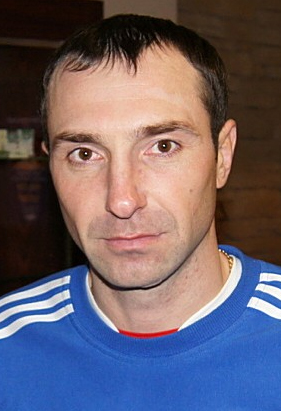
Dmitri Wassiljew
(* 1979)

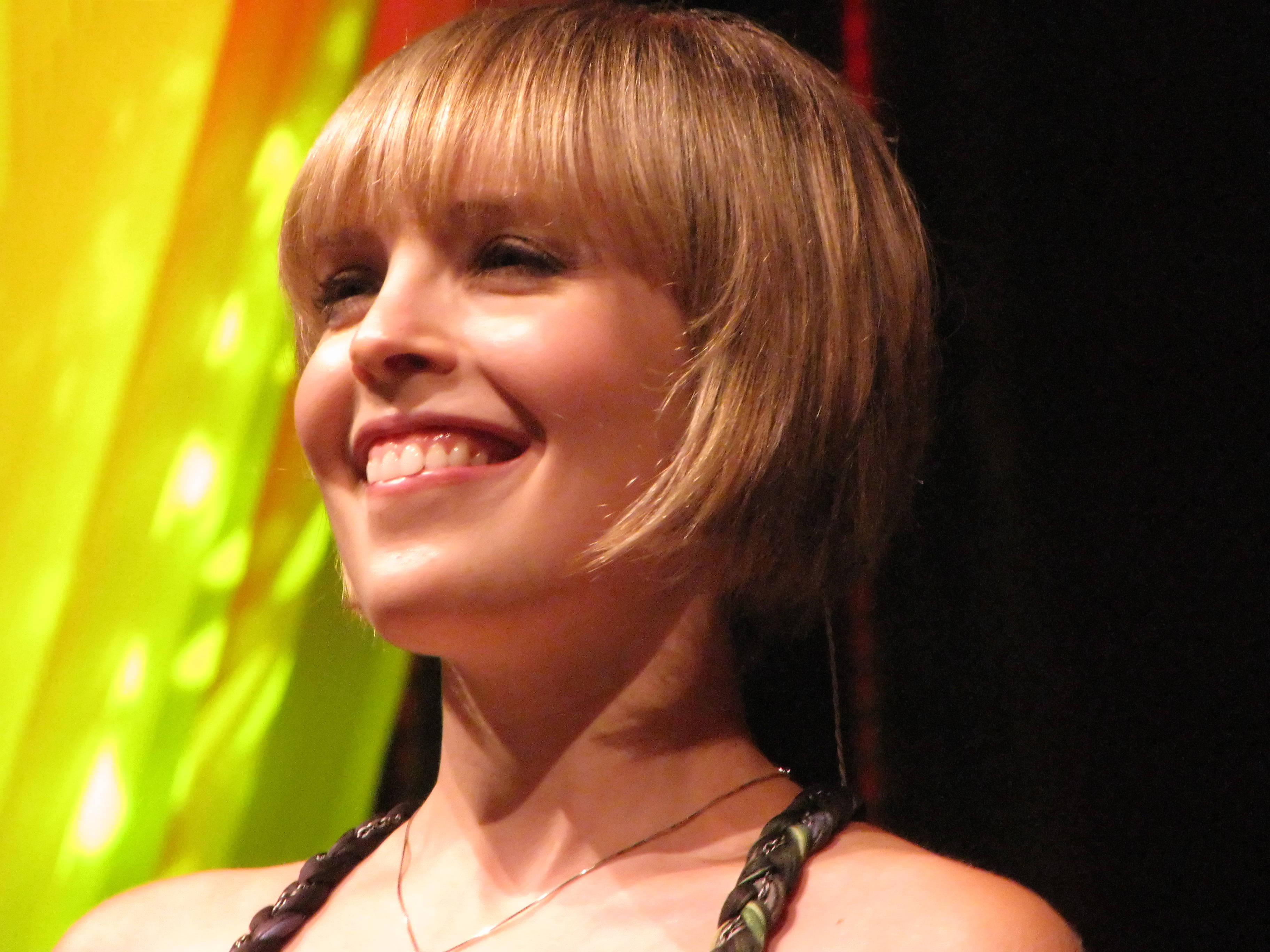
Sophie Milman
(* 1984)

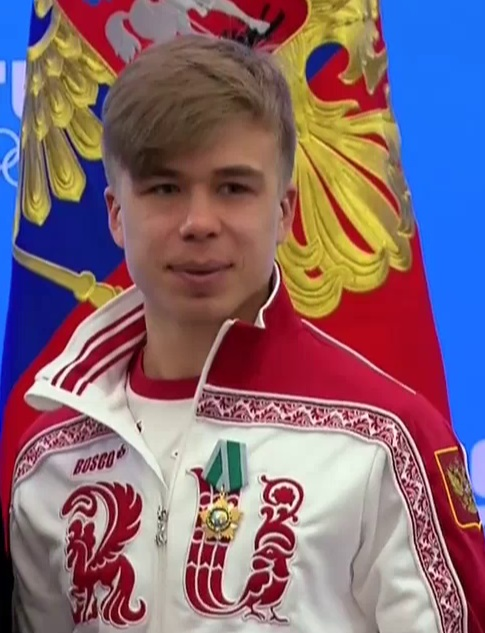
Semjon Jelistratow
(* 1990)

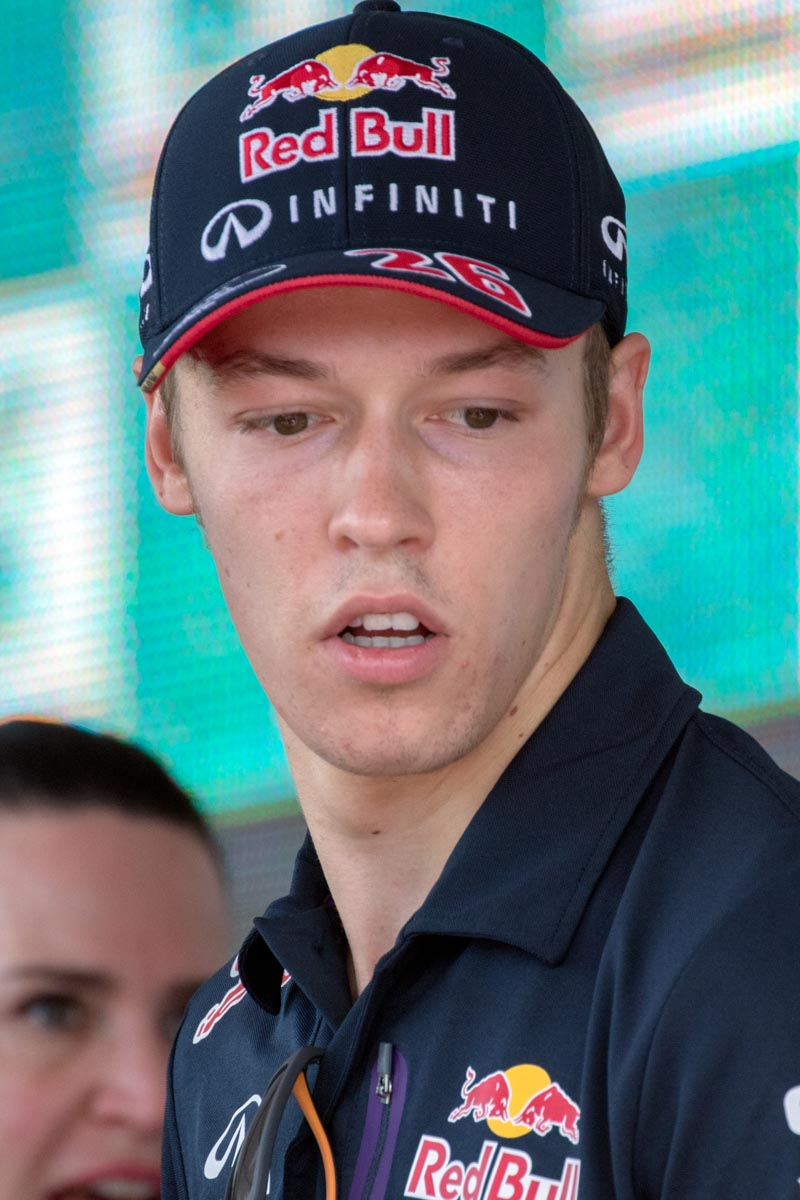
Daniil Kwjat
(* 1994)

## Söhne und Töchter der Stadt Ufa
Folgende Persönlichkeiten sind in Ufa geboren. Die Auflistung erfolgt chronologisch nach Geburtsjahr.

### 1751–1900
- Sergei Aksakow (1791–1859), Schriftsteller
- Heorhij Afanasjew (1848–1925), Historiker, Journalist und Politiker
- Wera Timanowa (1855–1942), Pianistin
- Michail Nesterow (1862–1942), Maler und Mitglied der Peredwischniki
- Jekaterina Kuskowa (1869–1958), Publizistin
- Ilja Bondarenko (1870–1947), Architekt und Restaurator
- Marija Kostelowskaja (1878–1964), Revolutionärin
- Iwan Meschtschaninow (1883–1967), Sprachwissenschaftler und Archäologe
- Alexander Sawarizki (1884–1952), Geologe, Vulkanologe und Hochschullehrer
- Alexander Serebrowski (1884–1938), Revolutionär sowie Ingenieur, Ökonom und Gelehrter
- Mirsaid Sultan-Galijew (1892–1940), tatarisch-sowjetischer Intellektueller und Revolutionär

### 1901–1950
- Boris Guds (1902–2006), Geheimdienstveteran und Schriftsteller
- Jarosław Skulski (1907–1977), polnischer Schauspieler[1]
- Jelisaweta Mukassei (1912–2009), Spionin
- Xenija Semjonowa (1919–2017), Neurologin
- Jelena Muchina (1924–1991), Autorin
- Sergei Lobastow (1926–1999), Leichtathlet
- Georgi Mossolow (1926–2018), Testpilot und Held der Sowjetunion
- Nina Nemzewa (1926–2021), Architekturhistorikerin
- Renart Suleimanow (* 1937), Sportschütze
- Rudolf Nurejew (1938–1993), russisch-österreichischer Tänzer
- Almira Janbuchtina (1938–2018), Kunstwissenschaftlerin und Hochschullehrerin
- Irina Schabanowa (1938–2024), Physikerin, Metallkundlerin und Hochschullehrerin
- Wladimir Sokolow (1939–2017), Radrennfahrer
- Albert Galejew (1940–2022), Astrophysiker und Hochschullehrer
- Sergei Dowlatow (1941–1990), Schriftsteller
- John Erpenbeck (* 1942), deutscher Wissenschaftler und Buchautor
- Wladimir Danilow (* 1943), Mathematiker
- Wladimir Spiwakow (* 1944), Geiger und Dirigent
- Anatoli Kwaschnin (1946–2022), Chef des Generalstabs der Russischen Streitkräfte
- Nailja Kirejewa (1948–2012), Mikrobiologin und Hochschullehrerin
- Walentina Starikowa (* 1949), Pianistin und Hochschullehrerin

### 1951–1970
- Wiktor Anochin (* 1951), Leichtathlet[2]
- Wjatscheslaw Nasarow (1952–1996), Jazzposaunist und Sänger
- Silja Walejewa (* 1952), Stellvertretende Ministerpräsidentin der Republik Tatarstan
- Elsa Chusnutdinowa (* 1954), Populationsgenetikerin und Hochschullehrerin
- Waleri Limassow (* 1955), Boxer und Europameister 1975 und 1977[3]
- Ljudmila Matwejewa (* 1957), Langstreckenläuferin
- Juri Schewtschuk (* 1957), Rock-Musiker (Gründer der Band DDT)
- Emilia Slabunowa (* 1958), Politikerin
- Igor Sokolow (* 1958), Sportschütze und Olympiasieger
- Ramil Juldaschew (* 1961), ukrainischer Eishockeyspieler
- Natalja Moltschanowa (1962–2015), Apnoetaucherin
- Ildar Garifullin (1963–2023), Nordischer Kombinierer
- Elwira Nabiullina (* 1963), Volkswirtin und Politikerin und Chefin der Zentralbank Russlands
- Anatoli Jemelin (* 1964), Eishockeyspieler
- Rustem Dautov (* 1965), deutscher Schachgroßmeister tatarischer Herkunft
- Anwar Ibragimow (1965–2023), Fechter
- Igor Krawtschuk (* 1966), Eishockeyspieler
- Igor Nikitin (1966–2013), Eishockeyspieler und -trainer
- Alexander Semak (* 1966), Eishockeyspieler
- Pawel Muslimow (* 1967), Biathlet
- Weniamin Tajanowitsch (* 1967), Schwimmer und Olympiasieger 1992[4]
- Andrei Tscherkassow (* 1970), Tennisspieler
- Konstantin Tschistjakow (* 1970), Skirennläufer

### 1971–1980
- Swetlana Gladyschewa (* 1971), Skirennfahrerin
- Vadim Milov (* 1972), Schweizer Schach-Großmeister
- Jelena Koroljowa (* 1973), Freestyle-Skierin
- Nikolai Sawaruchin (* 1975), Eishockeyspieler
- Wadim Scharifjanow (* 1975), Eishockeyspieler
- Semfira Ramasanowa (* 1976), Sängerin und Songschreiberin, bekannt als Semfira
- Alexei Seliwerstow (* 1976), Bobfahrer
- Artur Chamidullin (* 1977), Skispringer
- Konstantin Fomitschow (* 1977), Kanute[5]
- Andrei Sjusin (* 1978), Eishockeyspieler
- Denis Chlystow (* 1979), Eishockeyspieler
- Andrei Sidjakin (* 1979), Eishockeyspieler
- Dmitri Wassiljew (* 1979), Skispringer
- Ruslan Nurtdinow (* 1980), Eishockeyspieler
- Filipp Schulman (* 1980), Biathlet

### 1981–1990
- Alexander Below (* 1981), Skispringer
- Michail Sorokin (* 1981), Ski-Orientierungsläufer
- Ildar Fatkullin (* 1982), Skispringer
- Sergei Maslennikow (* 1982), Nordischer Kombinierer
- Jewgeni Nurislamow (* 1982), Eishockeyspieler
- Alexander Selujanow (* 1982), Eishockeyspieler
- Jelisaweta Gretschischnikowa (* 1983), Langstreckenläuferin
- Dmitri Makarow (* 1983), Eishockeyspieler
- Nikita Schtschitow (* 1983), Eishockeyspieler
- Igor Wolkow (* 1983), Eishockeyspieler
- Sophie Milman (* 1984), kanadische Jazz-Sängerin mit russisch-jüdischen Wurzeln
- Artjom Buljanski (* 1985), Eishockeyspieler
- Renal Ganejew (* 1985), Fechter
- Konstantin Makarow (* 1985), Eishockeyspieler
- Wjatscheslaw Kurginjan (* 1986), Shorttracker
- Wjatscheslaw Selujanow (* 1986), Eishockeyspieler
- Robert Fatkullin (* 1987), Skispringer
- Alexander Loginow (* 1987), Eishockeyspieler
- Olexander Schyrnyj (* 1987), russisch-ukrainischer Biathlet
- Dmitri Sjusin (* 1987), Eishockeyspieler
- Andrei Subarew (* 1987), Eishockeyspieler
- Jelena Tschalowa (* 1987), Tennisspielerin
- Artjom Gordejew (* 1988), Eishockeyspieler
- Konstantin Jemelin (* 1988), Eishockeyspieler
- Semjon Jelistratow (* 1990), Shorttracker
- Ksenija Makejewa (* 1990), Handballspielerin

### 1991–2000
- Timur Arslanow (* 1991), Florettfechter
- Anton Babikow (* 1991), Biathlet
- Ilmir Chasetdinow (* 1991), Skispringer
- Ernest Jachin (* 1991), Nordischer Kombinierer
- Anton Kopriwiza (* 1991), Snowboarder
- Alexander Pankow (* 1991), Eishockeyspieler
- Kirill Polosow (* 1991), israelisch-russischer Eishockeyspieler und -trainer
- Jefim Gurkin (* 1992), Eishockeyspieler
- Ildar Issangulow (* 1992), Eishockeyspieler
- Polina Monowa (* 1993), Tennisspielerin
- Adelina Sagidullina (* 1993), Degenfechterin
- Alexei Wassilewski (* 1993), Eishockeytorwart
- Daniil Kwjat (* 1994), Automobilrennfahrer
- Nikolai Matawin (* 1997), Skispringer
- Milena Bykowa (* 1998), Snowboarderin
- Alina Dawletowa (* 1998), Badmintonspielerin
- Morgenshtern (* 1998), Rapper, Musikproduzent und Songwriter
- Kristina Spiridonowa (* 1998), Freestyle-Skierin
- Elina Vildanova (* 1998), Schauspielerin
- Igor Diwejew (* 1999), Fußballspieler

## Ehrenbürger von Ufa
- Sekerija Aknasarow (1924–2000), Politiker und Regierungschef der Baschkirischen ASSR (1962–1986)[6]
- Rawil Bikbajew (* 1938), Schriftsteller[7]
- Mussa Garejew (1922–1987), Kampfpilot und Held der Sowjetunion[8]

## Personen mit Beziehung zur Stadt

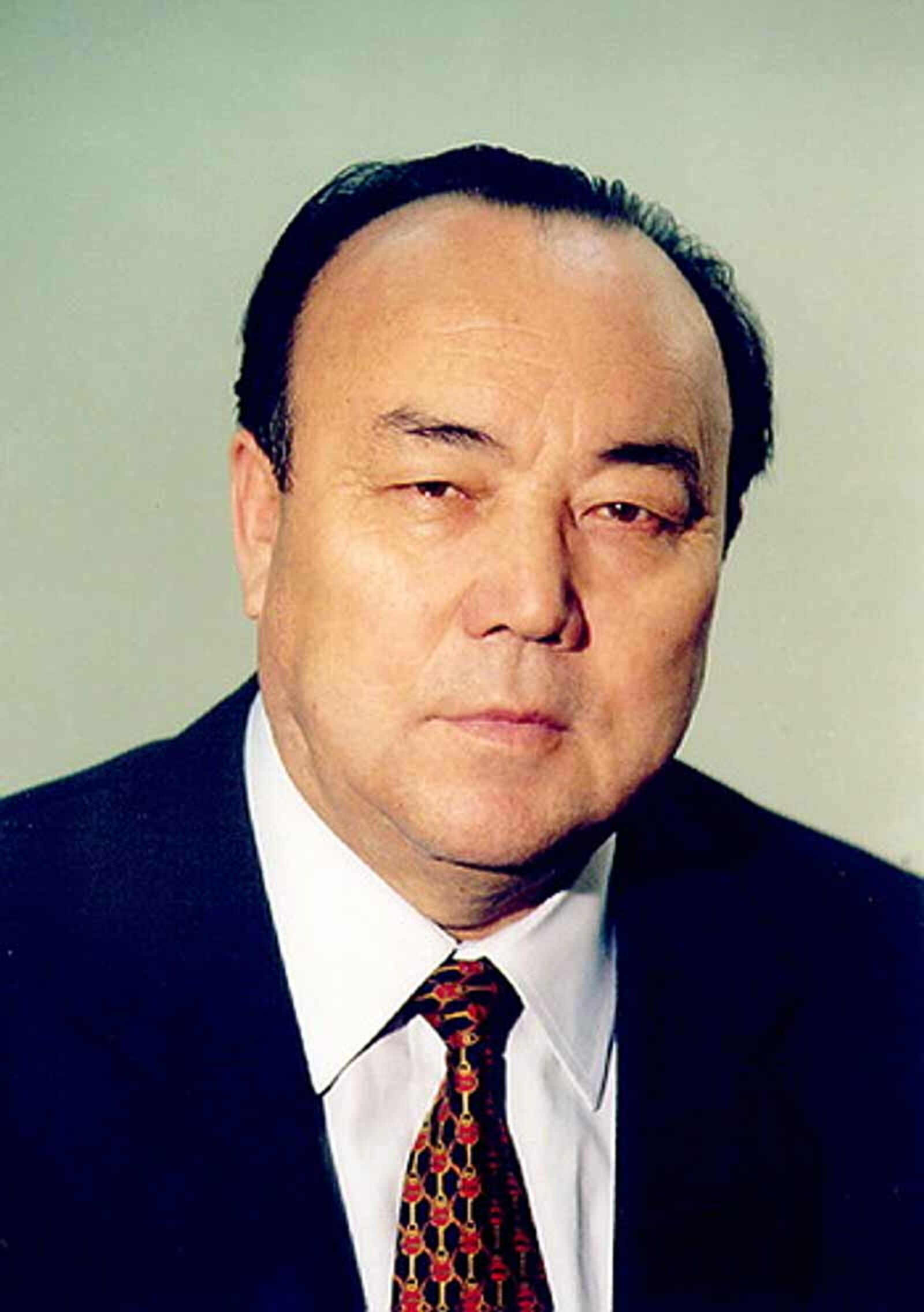
Murtasa Rachimow
(1934–2023)

- Walerian Albanow (1881–1919), Seefahrer und Polarforscher; wuchs in Ufa auf
- Murtasa Rachimow (1934–2023), Politiker und Präsident der russischen Teilrepublik Baschkortostan (1993–2010)
- Maxim Tschudow (* 1982), Biathlet; trainierte beim SKA Ufa
- Jewgeni Waizechowski (* 1986), Speedkletterer; studierte in Ufa

## In Ufa verstorbene Persönlichkeiten
- Joseph Le Brix (1899–1931), französischer Militärpilot und Luftfahrtpionier
- Machmuda Chissajewna Sadykowa (1919–1985), sowjetische Historikerin und Archäologin baschkirischer Herkunft
- Alexander Pikunow (1923–2012), Oberst und Held der Sowjetunion